# خداوردی‌لی
خداوردی‌لی (ترکی آذربایجانی: Xudaverdili) یک منطقهٔ مسکونی در جمهوری آرتساخ است که در استان هادروت واقع شده‌است.